# Erkerode
Erkerode ist ein Ort und eine Gemeinde im Landkreis Wolfenbüttel in Niedersachsen. Sie liegt am westlichen Rand des Höhenzugs Elm und etwa 17 Kilometer südöstlich von Braunschweig. Östlich des Ortes beginnt das rund 3 km lange Reitlingstal, das in den Elm führt.

## Geografie

### Geografische Lage
Erkerode befindet sich im Südosten der Stadt Braunschweig und gehört zum Landkreis Wolfenbüttel. Der Ort liegt im westlichen Teil des Naturparks Elm-Lappwald, am westlichen Elmrand. Die Wabe tritt hier aus dem Reitlingstal ins Vorland über. Erkerode ist Hauptort der Gemeinde Erkerode. Die nächstgelegenen Mittelzentren sind Helmstedt, Königslutter am Elm und Wolfenbüttel. Höchster Punkt der Gemeinde und des Landkreises Wolfenbüttel ist das Eilumer Horn mit einer Höhe von 323,3 m ü. NHN.

### Nachbarortschaften
* Entfernungsangaben beziehen sich jeweils auf die Entfernung bis zum Ortszentrum.
| Stadt Hannover (76 km)     | Stadt Braunschweig (17 km) | Stadt Wolfsburg (25 km)    | Stadt Königslutter am Elm (10 km)     |                 |
| Stadt Peine (40 km)        | Sickte (6 km)              | Gemeinde Cremlingen (9 km) |                                       |                 |
| Stadt Wolfenbüttel (13 km) | Ortsteil Lucklum (1 km)    |                            | Reitlingstal Reitling-Weidehof (3 km) | Stadt Helmstedt |
| Stadt Salzgitter (30 km)   | Gemeinde Dettum (5 km)     | Gemeinde Evessen (2 km)    | Schöppenstedt (5 km)                  |                 |
|                            |                            | Höhenzug Asse (12 km)      |                                       |                 |

### Gemeindegliederung
Die Gemeinde Erkerode besteht aus den Ortsteilen Erkerode (566 Einwohner) und Lucklum (260 Einwohner), letzteres eine ehemals mittelalterliche Kommende des Deutschen Ritterordens. Zuvor gehörte Erkerode zum Landkreis Braunschweig, danach wurde der Ort bzw. die Gemeinde Bestandteil des Landkreises Wolfenbüttel. Erkerode gehört zur Samtgemeinde Sickte und ragt mit seinen 13,34 Quadratkilometern weit in den Höhenzug Elm hinein. Dort befindet sich zugleich der nordöstlichste Bereich der Samtgemeinde Sickte.

### Geologie

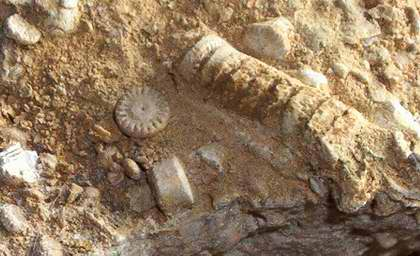
Trochiten aus Erkerode

Erkerode liegt am Rande des Elms, einem Höhenzug, dessen Entstehung im Trias vor etwa 200 Millionen Jahren begann. In einem früheren Meer, dem geologisch genannten Germanischen Becken, lebten Meerestiere, die Terebratel. Als sie starben, bildeten sie eine Kalkschicht und aus dieser Schicht entstanden durch Verdichtung der Elmkalkstein. Der Meeresboden wölbte sich in einem Zeitraum von 100 Millionen Jahren, verursacht durch ein 900 m mächtiges Salzlager, zum Elm auf. Das Salzgestein, das leichter als das darüber liegende Kalkgestein ist, drückte den Elm nach oben.
Die Gesteine im Elm sind Kalksteine und wurden früher am sogenannten Westhölzchen von Erkerode gebrochen. Es ist ein besonderes Kalkgestein, der Erkeroder Trochitenkalk, der im Oberen Muschelkalk in der Trochitenkalk-Formation entstand. Dieser Kalkstein ist lokal auf die Umgebung von Erkerode begrenzt. Er entstand aus Ablagerungen abgestorbener Seelilien in dem warmen bewegten Flachwassermeer. Seelilien (Crinoiden) sind eine Art der Encrinus liliiformis und sind keine Pflanzen. Es waren Tiere, die sich von Plankton ernährten. Diese Tiere waren an einem Stiel am Meeresboden befestigt und trugen am oberen Ende einen kelchförmigen Körper mit Armen. Die versteinerten Stielglieder sind radförmig und werden Trochiten genannt. Die Seelilien kamen derart gehäuft im Meer vor, dass sie nach ihrem Absterben sich zu Gesteinsschicht auftürmten. In Erkerode bestehen die Kirche, Mauern und zahlreiche steinerne Haussockel aus diesem Naturstein.

## Geschichte
1175 wurde der Ort Erkerode erstmals urkundlich erwähnt als Erikeroth. Das Dorf zählte lange zum adligen Gericht Destedt und war seit dem 12. Jahrhundert im Besitz derer von Veltheim. Das Dorfbild wird auch heute noch von Bauernhöfen der mittelalterlichen Typen Haken- und Streckhof bestimmt. Vereinzelt findet man den Dreiseithof, der auch als „Erkeroder Typ“ bezeichnet wird.
1868 gründeten der Pfarrer Gustav Stutzer aus Erkerode, der Arzt Oswald Berkhan und die Braunschweiger Bürgerin Luise Löbbecke die „Idioten-Anstalt zu Erkerode“. Sie sollte kranken und behinderten Menschen eine Heimat bieten. Wenig später bildete sich zwischen Lucklum und Sickte, vier Kilometer vom Gründungsort Erkerode entfernt, die noch heute überregional bekannte „Evangelische Stiftung Neuerkerode“. Sie ist heute mit über 900 Beschäftigten der größte Arbeitgeber im Landkreis Wolfenbüttel.
Das frühere Pfarrwitwenhaus, in dem diese Anstalt entstand, wurde später als Dorfschule genutzt und ist seit den 1980er Jahren Dorfgemeinschaftshaus.

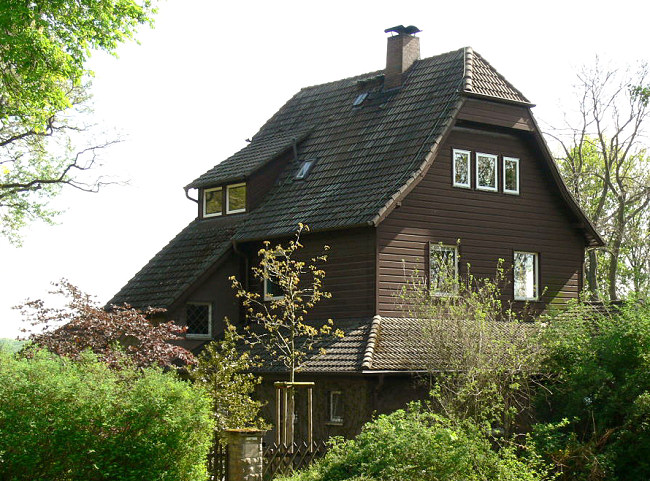
Ausflugsgaststätte warte am Elmrand

1902 entstand die Gaststätte „Elmwarte“ oberhalb des Ortes am Rande des Elms. Sie entwickelte sich zu einem beliebten Ausflugslokal, vor allem für Braunschweiger Bürger. Die Lokalität auf rund 200 Höhenmetern ist ein Aussichtspunkt, von dem aus ein Blick weit in das Land Richtung Westen (Braunschweig) und Richtung Süden (Harz – Brocken) möglich ist. In den 1950er und 1960er Jahren entstand im Bereich zwischen dem Ortskern und der Elmwarte sowie in Hanglage zum Reitlingstal eine Bebauung mit Wochenendhäusern. Die Häuser wurden nicht nur von Kurzurlaubern aus Berlin (wegen der Nähe zum Zonengrenzübergang Helmstedt) errichtet, sondern auch von Braunschweiger Rechtsanwälten und Steuerberatern, die ihre Bungalows als Dauerwohnsitz nutzten. Daneben entstanden in den 1950er Jahren an den Rändern des Ortskernes Einfamilienhäuser von Heimatvertriebenen und Übersiedlern aus der DDR.
Bei der Kommunalwahl 1968 kam es durch einen der beiden damaligen Bürgermeisterkandidaten zu einer Wahlfälschung. Die Wahl wurde gerichtlich für ungültig erklärt und 1969 wiederholt.

### Eingemeindungen
Am 1. März 1974 wurde die Nachbargemeinde Lucklum eingegliedert sowie Hötzum in die neue Gemeinde Sickte eingegliedert.

### Ortsname
Alte Bezeichnungen des Ortes sind 1175 Erikeroth, 1179 Erikeroth, 1268 Erekerode, 1343 Erkerode, 1378 Erkerode und 1440 Erkerod.
Der Ortsname ist eine Bildung mit dem Grundwort -rode. Das Bestimmungswort ist der Personenname Erik. Dessen Grundlage ist umstritten; vermutlich ist von einer Personennamens‑Bildung mit „aro“ für „Adler“ auszugehen. Zugrunde liegen kann auch ein abgeleiteter Kurzname oder ein Vollname mit dem Zweitbestandteil „‑rik“. Dieser ist dem Personennamen‑Stamm „ricja“ für „reich, mächtig“ zuzuordnen. Eine Entscheidung, welche der beiden die korrekte Deutung des Ortsnamen-Ursprungs ist, ist nicht möglich. Beide Personennamen-Elemente sind im Altsächsischen häufig verwendet worden.

## Politik

### Gemeinderat
Der bei der niedersächsischen Kommunalwahl am 10. September 2006 gewählte Gemeinderat Erkerode bestand aus 11 Mitgliedern.
Die CDU stellte 6 Mandatsträger, die SPD wurde von 3 Personen vertreten und Bündnis 90/Die Grünen gehörten mit 2 Sitzen dem Rat an. Als Bürgermeister wurde Johann-Heinrich von Henninges (CDU) im Amt bestätigt, der dieses Amt seit Juni 1998 vom verstorbenen bisherigen langjährigen Amtsträger Albert Nolte innehat. Nolte war insgesamt mehr als 25 Jahre Bürgermeister des Ortes und der Gemeinde Erkerode.
Der bei der niedersächsischen Kommunalwahl im September 2011 und 2016 gewählte Gemeinderat besteht aus 9 Mitgliedern. Am 16. November 2011 wurde Claus Harmsen (SPD) vom Gemeinderat mit absoluter Mehrheit zum Bürgermeister gewählt. Im Januar 2013 erklärte Bürgermeister Claus Harmsen seinen Rücktritt aus persönlichen Gründen. Die Neuwahl führte mit absoluter Mehrheit zur Ernennung von Heinrich Füchtjohann (SPD) zum neuen Bürgermeister der Gemeinde Erkerode, der auch bei der Kommunalwahl 2016 die mit Abstand meisten Einzelstimmen aller Bewerber auf sich vereinte. Der Allgemeine Verwaltungsvertreter des Bürgermeisters ist Bauamtsleiter Michael Waßmann.
Die Mandatsverteilung 2016 ergab vier Sitze für die SPD, vier Sitze für die CDU und einen Sitz für Bündnis 90/Die Grünen.
SPD und Bündnis 90/Die Grünen haben im Rat eine Gruppe gebildet. Heinrich Füchtjohann (SPD) wurde als Bürgermeister wiedergewählt. Stellvertretende Bürgermeister sind Peter Streilinger (CDU) und Carsten Marowsky-Brée (Bündnis 90/Die Grünen).
2021–2026
| Gemeinderat 2021Insgesamt 9 Sitze - SPD: 2 - Grüne: 2 - BUW-EL: 2 - CDU: 3 BUW-EL: Bündnis Unabhängiger Wähler Erkerode/Lucklum |

### Wappen
| | Blasonierung: „In Blau eine eingebogene silberne Spitze darin ein schwarzes Tatzenkreuz; vorn ein goldenes Ammonshorn, hinten ein goldenes Mühlenrad.“ |
| Wappenbegründung: Das Tatzenkreuz vertritt den Ortsteil Lucklum, dessen Geschichte durch die Deutschordenskommende geprägt wurde. Das Ammonshorn gilt als Leitfossil in den Kalksteinvorkommen im Gemeindegebiet. Das Wassermühlenrad steht stellvertretend für die einst sechs Mühlen in beiden Ortsteilen, von denen eine in Erkerode noch teilweise erhalten ist. Die Farben Blau-Gold stehen für den ehemaligen Landkreis Braunschweig, dem Erkerode und Lucklum früher angehörten; die Farben Schwarz-Silber sind die des Deutschen Ritterordens. Das Wappen wurde von Wilhelm Krieg gestaltet und am 24. September 1985 durch den Landkreis Wolfenbüttel genehmigt. | |

## Kultur und Sehenswürdigkeiten

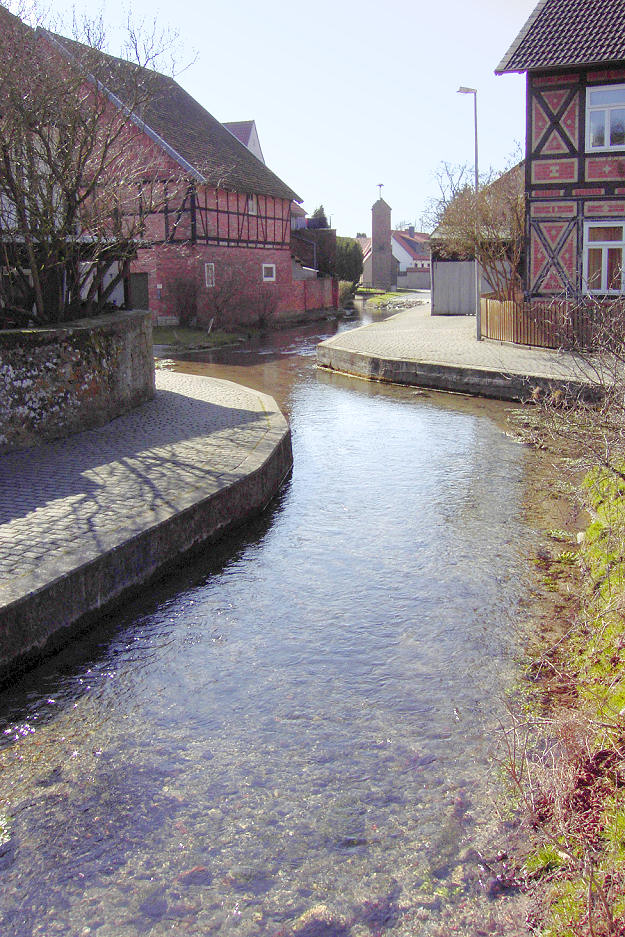
Die Wabe in Erkerode

Von einstmals mehreren Wassermühlen entlang der Wabe ist heute noch eine in Betrieb. Die Wassermühle ist eine Station an der Niedersächsischen Mühlenstraße. Sie kann am Pfingstmontag beim „Deutschen Mühlentag“ besichtigt werden. Die Anlage wird vom Mühlenverein Erkerode e. V. unterhalten.

### Eigene Festwährung
Am jährlichen Deutschen Mühlentag am Pfingstmontag findet auf dem Hof der Wassermühle an der Evessener Straße ein Mühlenfest statt. Bei dieser Veranstaltung kann der Euro in die Ersatzwährung „Elmtaler“ umgetauscht werden. Das sind kleine Holzmünzen mit der Abbildung eines Mühlenrades. Der Elmtaler kann geteilt werden, maximal bis zu einem Viertel, 25 Cent entsprechend.

### Bauwerke

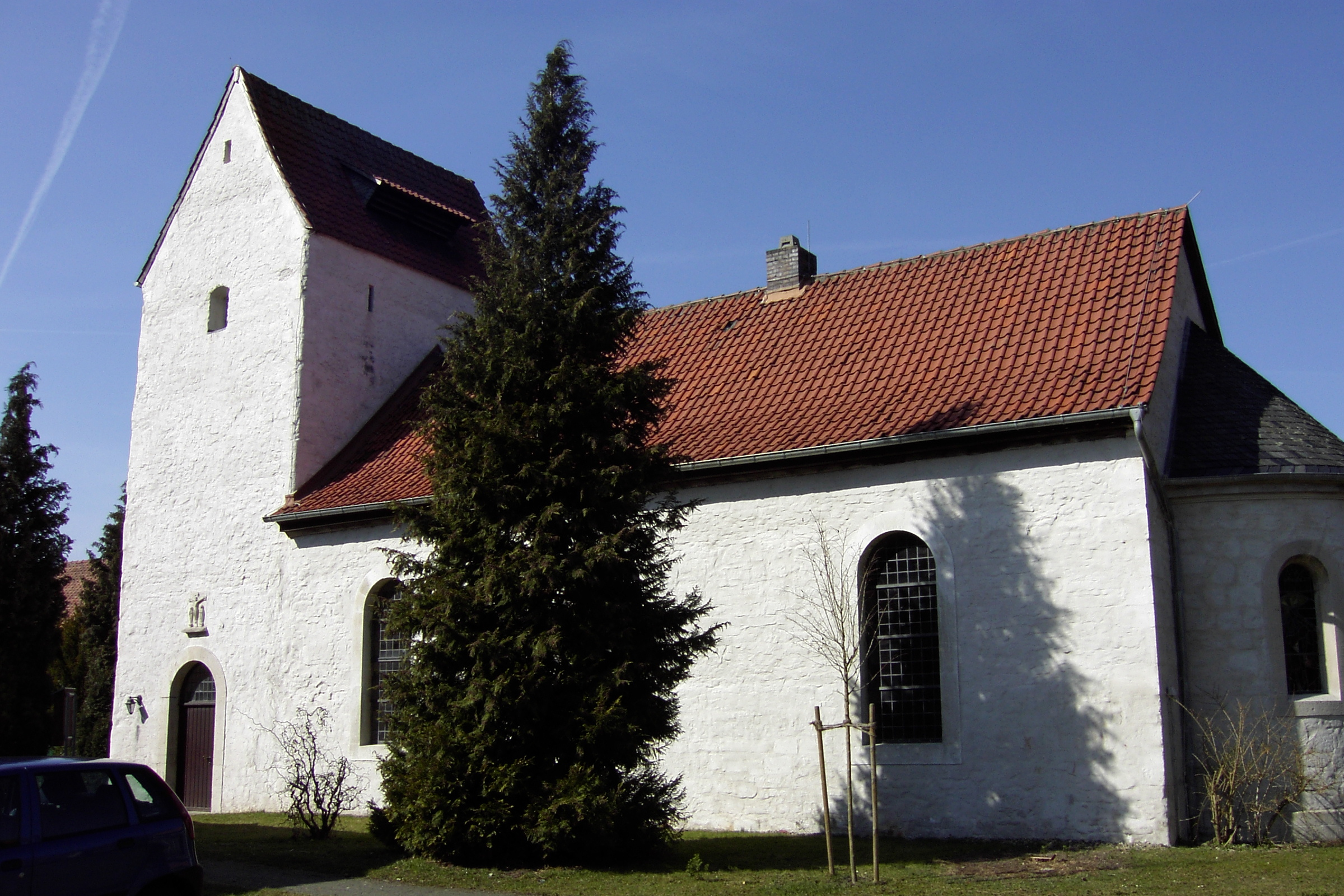
St.-Petri-Kirche mit Erkeroder Trochitenkalk gemauert

Die St.-Petri-Kirche entstand im 14. Jahrhundert und wurde im romanischen Stil errichtet. Sie ist ausgestattet mit einer Orgel des Orgelbaumeisters Johann Christoph Zuberbier aus dem Jahr 1747.

### Vereine
- Sportverein Rot/Weiß Lucklum Erkerode e. V.: Der 1949 gegründete Sportverein verfügt über mehrere Tennis- und Fußballplätze.
- Männergesangverein: Im Sommer 1866 kam es nach Anregung von Pastor Gustav Stutzer durch ein Stiftungsfest zur Gründung des Männergesangvereins. Da die Zahl der aktiven Sänger kontinuierlich rückläufig war, ging der Verein 1993 eine Chorgemeinschaft mit dem Männergesangverein Groß Denkte ein.
- Förderverein der Freiwilligen Feuerwehr Erkerode/Lucklum zur Unterstützung der örtlichen Feuerwehr
- Bürgerverein der Gemeinde Erkerode/Lucklum: Verein für die Förderung der Ortsheimatpflege und anderer gemeinnütziger Aufgaben sowie zur Organisation von Veranstaltungen wie Dorffesten, gegründet im April 2010.

### Regelmäßige Veranstaltungen
- Osterfeuer jährlich am Abend des Karsamstag am „Westhölzchen“ nahe dem Elmrand
- Lebendiger Adventskalender der Kirchengemeinde Erkerode-Lucklum
- Maibaum, Errichtung am 1. Mai 2006 erstmals wieder seit 1938. Im Volksmund wird der Baum Spargel genannt.
- Mühlenfest, jährlich am Pfingstmontag auf dem Gelände der Wassermühle

## Wirtschaft und Infrastruktur
In der Wassermühle an der Wabe hat die „SOWIWAS-Energie (Sonne, Wind und Wasser-) GmbH“ ihren Firmensitz, die Energie aus regenerativen Quellen erzeugt. Ende März 2009 wurde die einzige
Gaststätte im Ort mit Ausflugslokal mit großem Saal geschlossen, im September 2011 der Dorfladen aufgrund mangelhafter Wirtschaftlichkeit. Im Ort befinden sich eine Tischlerei sowie ein Friseur. Zwischen Mai 2011 und April 2017 gab es im ehemaligen Feuerwehrhaus an der Wabe eine Begegnungsstätte für alle Einwohner unter dem niederdeutschen Namen „Klönstuv“.

### Verkehr
Erkerode ist durch seine Lage im Naturpark Elm-Lappwald abseits großer Verkehrswege gelegen. Angebunden ist der Ort durch eine Kreisstraße an die etwa einen Kilometer westlich des Ortes verlaufende Landesstraße 625 und die etwa 7 km östlich des Ortes verlaufende L 290. Die L 625 kreuzt nach etwa 8 km die Bundesautobahn 39.

### Öffentliche Einrichtungen und Gebäude
- Dorfgemeinschaftshaus Lucklum, frühere Schule Lucklum, heute genutzt durch den „Sportverein Rot-Weiss Lucklum/Erkerode von 1949“ sowie als Flüchtlingsunterkunft.
- Feuerwehr und Zivilschutz: 1876 wurde die Freiwillige Feuerwehr Erkerode gegründet. Sie sorgt für den abwehrenden Brandschutz und die allgemeine Hilfe insbesondere auf Ortsebene. Am 8. Mai 1999 wurde die Jugendfeuerwehr Erkerode als Abteilung der Feuerwehr gegründet. Im Jahr 2002 kam es zum Zusammenschluss der Feuerwehren Lucklum und Erkerode.
- Kindergarten Erkerode, ortseigenes Wahllokal seit 2013
- Klönstuv an der Wabe, Erkerode, ehemaliges Feuerwehrhaus, gebaut 1954, heute noch gelegentlicher Bürgertreffpunkt.

### Umweltschutz
Seit Ende der 1980er Jahre gibt es in Erkerode die Amphibienschutzgruppe Reitlingstal, die sich um den Fortbestand von Kröten, Fröschen und Salamander kümmert. Im Frühjahr und im Herbst begleitet die Gruppe die Wanderungen der Amphibien im Reitlingstal.

## Persönlichkeiten
- Gustav Stutzer (1839–1921), Pastor in Erkerode, Gründer der Evangelischen Stiftung in Erkerode und Neuerkerode
- Karl von Schwartz (1873–1943), lutherischer Pfarrer, Domprediger in Braunschweig
- Claus Harmsen (1947–2024), Rechtsanwalt und Journalist, ehemaliger Bürgermeister von Erkerode